# 森下システム
| 9  | 8  | 7  | 6  | 5  | 4  | 3  | 2  | 1  |    |
| 香 | 桂 |    |    |    | 王 | 角 | 桂 | 香 | 一 |
|    | 飛 |    | 銀 | 金 |    | 金 |    |    | 二 |
| 歩 |    |    | 歩 |    |    | 銀 | 歩 | 歩 | 三 |
|    | 歩 | 歩 |    | 歩 | 歩 | 歩 |    |    | 四 |
|    |    |    |    |    |    |    |    |    | 五 |
|    |    | 歩 | 歩 | 歩 |    | 歩 |    |    | 六 |
| 歩 | 歩 | 銀 | 金 |    | 歩 |    | 歩 | 歩 | 七 |
|    |    | 金 | 角 |    | 銀 |    | 飛 |    | 八 |
| 香 | 桂 |    | 玉 |    |    |    | 桂 | 香 | 九 |

森下システム（もりしたシステム）とは、将棋における戦法の一つであり、相居飛車の矢倉戦で用いられる先手の戦法。森下卓が開発したためこの名がつく。なお森下本人は、森下システムは戦法ではなく思想であるとしている。また、淡路仁茂や青野照市の指し方を参考にして体系化させたものと述べている。

## 概要
図は基本形の一つであるが、ここから▲3七桂 - △6四角 - ▲2六歩の形も基本形とされる。
本来、矢倉は「先手が形を決め、後手がそれに対応する」という形だったが、この戦法はわざとこれを逆にする。考え方自体は▲2六歩を突いた場合の中原流▲6八角を引き継いだと言える。
同じく矢倉の戦法である加藤流▲3七銀戦法が態度を早めに決定する（このため▲3七銀早上りともよばれた）のに対し、森下システムの骨子は相手の態度を見てから先手が態度を決める点にある。右銀は4八のままで玉の囲いを優先させ、後手の作戦次第で、あるときは▲5七銀 - ▲6六銀右と活用し、またあるときは▲3七桂と跳ねて飛車を3筋に寄ってから▲4六歩 - ▲4七銀もしくは▲5七銀から▲4六銀か▲6五歩-▲6六銀右と活用する（▲3七銀戦法との対比で▲3七桂戦法と呼ばれたこともある）のが一般的である。また▲3七銀戦法を取ることも可能。
一時期は矢倉といえば森下システムだった。この「態度を見てから…」は、これ以前の矢倉の戦法でみると、▲2九飛戦法は雀刺しに、雀刺しは棒銀に、棒銀は矢倉2九飛に弱い、というジャンケン三つ巴状態であったので、相手がどの戦法に来るかをみて、相手の戦法に対して強い戦法にする態度を決めるといった戦術は理にかなっている。ジャンケンで例えれば後だしである（もちろん将棋では反則ではない）。

## 森下システムの衰退
ところが相手の攻勢を顧みずに早く囲ってしまってから相手をみて攻撃態勢に入るというスタイルは、出足の早くかつ玉への攻撃が近い端を攻める雀刺しが有効になってしまうのが、この戦法の特性でもあり弱点でもあった（前述の▲2九飛戦法も「態度を見てから…」の戦法とも言えたので、雀刺しに弱いのは当然とも言える）。
図の後手の雀刺し1、2に示す展開は、森下システムにとって雀刺しが決まった一番まずい展開、ほぼ敗勢になっている。１から2にかけて右辺の駒、先手の攻撃陣と後手の守りがほとんど動いていないことがわかる。こうなると図の▲4七銀型は良くなく、少なくとも▲5七銀-6五歩-6六銀という形を見せておけば、△7五歩の瞬間▲同銀と取ることができる。攻めも見せているはずの▲4七銀型が結果的にすかされた形となっている。
じっくりした作戦である森下システムに対し、雀刺しの戦い方は他の攻めの駒組みに比べ早いところがあり、この早さに対応できでいなかった。先手は▲4七銀から▲4五歩でゆっくり攻める形や▲5七銀から▲6五歩など守りに徹する形もあるが、どれかに絞るべきかどの形がよいかなどの事項を保留している故に選ぶ時間と態勢がどうしても遅くなってしまう。ある程度のところで形を決めないといけないというのが、雀刺しの出現により見解が変わっていった。
相矢倉はそもそも玉を囲ってからという戦い方の方が多く、雀刺しなど早く攻撃ができる形は少ない。雀刺し特に相矢倉で△4一玉型で戦う指し方が出てきたのが、入城しあう将棋ならかなり戦える森下システムとしては誤算となっている。実際囲いあってからの雀刺しでは先手側が仕掛けの形を作れている可能性もあるのでそれでは遅いのである。
この弱点が判明したので森下システムは姿を消していった。

## 郷田流▲3八飛戦法
これに対し▲6七金△7四歩の交換をいれずに▲3八飛とまわる作戦を郷田真隆が指し郷田流と呼ばれるようになった。玉の移動を後回しにする為、雀刺しには抵抗力がある。3筋の歩交換などを含みにし、一時は森下システムの思想を受け継ぎ復活の原動力になるのではと言われた。作戦の根本の思想は飛車先不突を活かして2筋より3筋で動きたい、というものである。

## 森下システムの復活
郷田流が指されるなか、従来の森下システムも深浦康市らの研究により、雀刺しには▲8八玉を保留し▲4六銀と出て▲5五歩△同歩▲同銀と交換し、5筋から手を作る手順が有効と分かり、再び指されるようになった。
図は1997年の王位リーグ先手深浦康市対後手佐藤康光戦。基本形の▲6八角に対してただちに△9四歩▲7九玉△9五歩に▲3七銀とし、以下△9三香に▲5五歩△同歩▲4六銀△9二飛▲5五銀△9六歩▲同歩△同香▲同香△同飛と進むが、先手は▲5三歩で応じた。これを角でとれば▲5四香、他の駒でとれば▲9七香と飛車を召し取る。
2013年現在、勝又清和によれば手にした香車で反撃するかたちで、雀刺しには深浦流で先手が指せることになっている。
しかし、2000年代現在では先手が主導権を握りやすい3七銀戦法が流行しており、主流戦法の座は譲っている。